# Efraim Barasz
Efraim Barasz (ur. 1892 w Wołkowysku, zm. w październiku 1943) – żydowski przedsiębiorca i działacz syjonistyczny związany z Wołkowyskiem i Białymstokiem, przewodniczący Judenratu w białostockim getcie (1941–1943). 

## Życiorys
Urodził się w zamożnej rodzinie żydowskiej. Studiował w Niemczech, następnie pracował tam jako inżynier. W młodym wieku dołączył do ruchu syjonistów. Podczas I wojny światowej  wraz z rodziną przebywał w Rosji. Po wojnie powrócił do rodzinnego Wołkowyska. Został przedsiębiorcą, rozpoczął aktywny udział w organizacjach żydowskich. W swojej okolicy został szefem organizacji syjonistów.
W 1934 roku przeprowadził się do Białegostoku. Został wybrany na dyrektora białostockiej wspólnoty żydowskiej. We wczesnych latach 30. odwiedził Palestynę, w celu przygotowania swojej rodziny do emigracji. Jego syn został zapisany do Uniwersytetu Hebrajskiego, następnie dołączył do brytyjskich sił podczas drugiej wojny światowej, gdzie był jednym z pierwszych żydowskich pilotów z Palestyny.
Pod koniec czerwca 1941, gdy niemieckie wojska dotarły do Białegostoku, na przewodniczącego Rady Żydowskiej (Judenratu) w białostockim getcie został powołany rabin Gedaliah Rosenmann. Po około miesiącu drugim prezesem został Barasz.
Barasz był świadomy masowych mordów Żydów oraz niszczenia ich wspólnot przez grupy operacyjne hitlerowskiej policji bezpieczeństwa. Wierzył, że posłuszeństwo uchroni ludność żydowską przed eksterminacją. W 1943 wraz ze swoją żoną i innymi członkami Rady Żydów trafił do obozu zagłady w Treblince, gdzie poniósł śmierć.